# Bournainville-Faverolles
Bournainville-Faverolles es una localidad y comuna francesa situada en la región de Alta Normandía, departamento de Eure, en el distrito de Bernay y cantón de Thiberville.

## Demografía
| 227 | 203 | 280 | 380 | 441 | 425 |
| Para los censos de 1962 a 1999 la población legal corresponde a la población sin duplicidades (Fuente: INSEE [Consultar]) |     |     |     |     |     |

## Administración

### Entidades intercomunales
Bournainville-Faverolles está integrada en la Communauté de communes du canton de Thiberville. Además forma parte de diversos sindicatos intercomunales para la prestación de diversos servicios públicos:
- S.A.E.P de Thiberville
- Syndicat de l'électricité et du gaz de l'Eure (SIEGE)
- S.I.V.O.S du regroupement pédagogique du Sud

### Riesgos
La prefectura del departamento de Eure incluye la comuna en la previsión de riesgos mayores por la presencia de cavidades subterráneas.